# Svensktoppen 2000
Svensktoppen 2000 var första gången med Svensktoppen under 2000-talet.
En sammanställning gjordes över de mest framgångsrika låtarna, baserad på poängsumma, på svensktoppslistan år 2000.
Populärast var Idolernas Här kommer kärleken som låg på listan under 20 veckor med sammanlagt 8183 poäng. Populäraste bidraget från årets melodifestival var Se mig av Barbados, som kom på andra plats i den svenska Melodifestivalen 2000. Barbados fick totalt tre melodier på årets topp femton. De övriga var Rosalita och Kom hem.
En annan populär melodi från årets melodifestival var Roger Pontare med När vindarna viskar mitt namn.
Den 6 maj år 2000 låg melodin "Farväl till släkt och vänner" av Björn Afzelis för sista gången, efter ett 47 veckor lång besök som inletts den 5 juni 1999. Även melodin "En sång till modet" av Mikael Wiehe låg på listan under år 2000.
Lotta Engbergs skördade också framgångar på Svensktoppen under år 2000. I mitten av året var En liten stund på Jorden en stor hit, och mot slutet av året var Brinner för dej populär.

## Årets Svensktoppsmelodier 2000
| Nr | Artist           | Titel                         | Poäng      | Antal veckor |
| -- | ---------------- | ----------------------------- | ---------- | ------------ |
| 1  | Idolerna         | Här kommer kärleken           | 8183 poäng | 20 veckor    |
| 2  | Vikingarna       | Ett liv i kärlek              | 6776 poäng | 21 veckor    |
| 3  | Kellys           | Upp mot stjärnorna            | 6145 poäng | 19 veckor    |
| 4  | Barbados         | Se mig                        | 6101 poäng | 16 veckor    |
| 5  | Barbados         | Rosalita                      | 5487 poäng | 18 veckor    |
| 6  | Thorleifs        | Älskar du mig än som förr     | 5411 poäng | 16 veckor    |
| 7  | Roger Pontare    | När vindarna viskar mitt namn | 4340 poäng | 16 veckor    |
| 8  | Kellys           | Låt oss börja om              | 3873 poäng | 19 veckor    |
| 9  | Mats Bergmans    | Har du tid med kärleken       | 3536 poäng | 14 veckor    |
| 10 | Lasse Stefanz    | Vår kärlek är stark           | 3535 poäng | 14 veckor    |
| 11 | Björn Afzelius   | Farväl till släkt och vänner  | 3276 poäng | 17 veckor    |
| 12 | Pugh Rogefeldt   | Gammeldags tro                | 3228 poäng | 16 veckor    |
| 13 | Lasse Stefanz    | Det finns en vind             | 2866 poäng | 13 veckor    |
| 14 | Barbados         | Kom hem                       | 2659 poäng | 7 veckor     |
| 15 | Ingela Söderlund | Att det kan bli så tyst       | 2419 poäng | 12 veckor    |